# Колебание Мезокко

Реконструкция температуры ледника GISP2 на протяжении последних 10 тысяч лет с указанием периодов похолодания. Похолодание 6200 года до н. э. (8,2 тысячи лет назад) обозначено номером 5.

Реконструкция температуры по данным ледниковых кернов из Центральной Гренландии. Отчётливо видно событие 8,2 kiloyear event.

Глобальное похолодание 8200 лет назад (англ. 8.2 kiloyear event, в зарубежной литературе также мизокское колебание или колебание Мезокко, Misox oscillation, по названию долины в Швейцарии) — самое суровое глобальное похолодание голоцена, аномальное для тёплого атлантического периода. Оно продолжалось от 200 до 400 лет, в течение которых климат значительно изменился, что привело к исчезновению ряда ранненеолитических культур (в частности, докерамического неолита B) и остановке неолитизации Европы. Это похолодание не стало причиной нового оледенения, но было более суровым, чем средневековый малый ледниковый период.
Быстрое похолодание 8,2 тысячи лет назад впервые было зафиксировано швейцарским ботаником Генрихом Цоллером в 1960 году. Некоторые авторы считают, что это похолодание было лишь одним из самых заметных периодических похолоданий, которые случаются в голоцене каждые 1500 лет (циклы Бонда). Изменение климата 8,2 тысячи лет назад было зафиксировано также при исследовании гренландских ледников и геологических отложений в умеренном и тропическом поясах северной Атлантики. В Антарктике и Южной Америке климатические изменения этого периода менее выражены. Тем не менее, изменения имели глобальный характер, что, в частности, отразилось на росте коралловых рифов в Индонезии и понижении концентрации CO2 в атмосфере. Уровень мирового океана сначала повысился на 1,2 м, а к 6000 году до н. э. из-за роста ледников понизился на 14 м. Это привело к значительному отступлению морей от береговой линии, но к 5800 году до н. э. климат нормализовался, и моря вернулись в свои прежние берега. На Каспии позднехвалынская трансгрессия сменилась в голоцене (около 9—7 тысяч лет назад или 7,2—6,4 тысячи лет назад) мангышлакской регрессией (от −50 до −70 м). Мангышлакская регрессия Каспия сменилась новокаспийской трансгрессией.
Предполагают, что причиной похолодания была деградация Североамериканского ледникового покрова на территории Гудзонова залива, которая привела к спуску озера Агассис и других приледниковых озёр и поступлению в Гудзонов пролив от 163 до 200 тысяч км3 холодной пресной воды менее чем за 100 лет. Это, в свою очередь, изменило характер термохалинной циркуляции, сократив перенос тепла в северной Атлантике из низких в высокие широты
.
Глобальное похолодание драматически сказалось на некоторых ранненеолитических культурах. В частности, жители Чатал-Гуюка около 6200-х годов до н. э. покинули свои жилища, и селение пустовало примерно 500 лет, пока климат не улучшился. В Северной и Восточной Африке эти пять столетий отмечены засухой. На Кипре население после похолодания отсутствовало в течение почти 1500 лет. Более холодным и засушливым климат в течение 300 лет оставался в Западной Азии, особенно в Месопотамии. Считается, что это подтолкнуло население к созданию сети ирригационных каналов. После смены климата около 6200-х годов до н. э., началась миграция населения с севера на юг по равнинам Тигра и Евфрата.
С этим похолоданием хронологически совпадают гигантские оползни на севере Норвегии, вызвавшие катастрофическое цунами, которое, по некоторым оценкам, покрыло водой Доггерленд (перешеек между Британией и континентальной Европой).